# Alis (entreprise)
Pour les articles homonymes, voir Alis.
ALiS S.A. (Autoroute de Liaison Seine Sarthe) est un concessionnaire français d'autoroute indépendant, chargé par décret public d'exploiter une partie de l'A28, entre Rouen et Alençon.

## Création
SAPN était désignée concessionnaire pressenti et avait engagé des études et des acquisitions. Cependant, une procédure d'appel d'offres à concession est lancée par l'État en 1999 après la fin de l’adossement.
ALiS a remporte l’appel d’offres et signe la convention de concession en avril 2001. Le contrat de concession entre en vigueur en décembre 2001.
La construction de l’A28 (125 km) a été réalisée en moins de 4 ans. La mise en service a eu lieu le 27 octobre 2005.

## Actionnariat
La société ALiS est composée d’actionnaires financiers et industriels :
1. PGGM : 40,8 %
2. VAUBAN INFRASTRUCTURE PARTNERS : 34,3 %
3. Aberdeen Infrastructure : 16,9 %
4. Egis : 8 %

## Réseau exploité
ALiS gère l'A28 entre Rouen (Raccordement avec l'A13) et Alençon (diffuseur d'Alençon Nord), sur 125,4 kilomètres. Dans sa partie sud, l’autoroute est concédée à Cofiroute.

## Centre d’exploitation
Celui-ci est situé à Chaumont dans l’Orne.